# بخش‌های دپارتمان بوش-دو-رون
بخش‌های دپارتمان بوش-دو-رون (انگلیسی: Arrondissements of the Bouches-du-Rhône department) شامل ۴ بخش به شرح زیر است:
1. بخش اکس-آن با ۴۴ کمون (فرانسه) و جمعیت ۴۲۵ هزار نفر در سال ۲۰۱۳ می‌باشد.
2. بخش ارل با ۳۶ کمون (فرانسه) و جمعیت ۲۰۲ هزار نفر در سال ۲۰۱۳ می‌باشد.
3. بخش مارسی با ۲۱ کمون (فرانسه) و جمعیت ۱،۰۵۴،۵۲۵ نفر در سال ۲۰۱۳ می‌باشد.
4. بخش ایستر با ۱۸ کمون (فرانسه) و جمعیت ۳۱۰ هزار نفر در سال ۲۰۱۳ می‌باشد.